# Саммит в Кэмп-Дэвиде (2000)

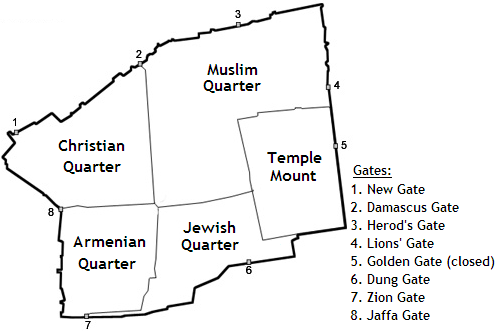
Карта Старого города, Иерусалим

Саммит в Кэмп-Дэвиде — переговоры, прошедшие с 11 по 25 июля 2000 года по инициативе и при посредничестве президента США Билла Клинтона, между премьер-министром Израиля Эхудом Бараком и председателем ПНА Ясиром Арафатом. Переговоры стали неудавшейся попыткой достичь соглашения об окончательном урегулировании Палестино-Израильского конфликта. Как следствие, в конце сентября 2000 года началась Интифада Аль-Аксы.

## Исторический фон
В 1993 году Между Израилем и ООП в Осло были подписаны мирные соглашения, в результате которых на частях Западного берега реки Иордан и сектора Газа была образована Палестинская национальная администрация (ПНА). Подписание соглашений ознаменовало конец 1-й интифады. Согласно соглашению, в течение 5 лет предполагалось достичь окончательного урегулировании конфликта. Однако, по состоянию на июль 2000 года, такое соглашение достигнуто не было.
Террор против Израиля, главным образом, со стороны соперничающих с ООП исламистских группировок продолжался. В 1994 году также совершали теракты организации «Ястребы ФАТХа», номинально связанной с партией ФАТХ, и организации ДФОП и НФОП, номинально входящие в ООП, но не принявшие соглашений в Осло. И ООП, и ФАТХ возглавлял Ясир Арафат.
Согласно Гос.департаменту США, администрация ПНА осуждала нападения на граждан Израиля, а палестинская полиция предотвратила несколько терактов. В то же время Ясир Арафат не осудил несколько нападений со стороны группировки «Ястребы ФАТХа» в 1994 году..
Однако, согласно представленным МИД Израиля данным, опирающимся на документы, найденные в ходе операции «Защитная стена» в 2002 году, и другим источникам, на деле, деятельность Арафата на посту председателя ПНА, созданной в результате соглашений в Осло, поощряла террор против Израиля (см. также ФАТХ и террор после Соглашений в Осло).
За 5 лет со дня подписания «Соглашений в Осло» в сентябре 1993 года погибло 256 израильтян, в то время, как за 15 лет до соглашений погибли 216 человек. Всего, со дня подписания соглашений и до августа 2000 года, от рук палестинских террористов погибли 256 израильтян.
В то же время, Израиль после соглашения в Осло усилил строительство новых и расширение старых еврейских поселений на оккупированных территориях. Так, согласно FMEP, с 1993 по 2000 год население таких поселений на Западном берегу реки Иордан увеличилось более чем на 2/3. Организации Бецелем утверждает, что в результате действий израильской армии и от рук израильских гражданских лиц (в том числе в результате теракта Баруха Гольдштейна) погибло 367 палестинцев.
24 мая 2000 года Израиль во исполнение резолюций ООН в одностороннем порядке полностью вывел свои войска из Южного Ливана. Ряд источников считает, этот факт, равно как и полный уход Израиля с Синайского полуострова в рамках мирного договора, повлиял на позицию ПНА на саммите.
По свидетельству И. Гинносара, Абу-Мазен сказал Эхуду Бараку:
- «Многие у нас говорят: Израиль сдался той силе, которая наносит ему наиболее болезненные удары, но не согласен уступить ни в чём тем, кто пытается строить партнерские отношения с ним»[11][19].

## Позиции сторон перед саммитом
В своей речи перед вылетом на саммит Эхуд Барак заявил, что он готов подписать мирное соглашение с палестинцами лишь при условии, что:
- Объединённый Иерусалим останется под израильским суверенитетом.
- Границы 1967 года будут изменены, и подавляющее большинство поселенцев Иудеи, Самарии и сектора Газа останутся в поселенческих блоках под израильским суверенитетом.
- К западу от Иордана не будет размещено никакой иностранной армии.
- Решение проблемы палестинских беженцев будет происходить за пределами суверенных границ Израиля.

Барак заявил, что это единственные принципы, на которых он готов заключить соглашение, и что соглашение потребует «болезненных компромиссов» как со стороны израильтян, так и со стороны палестинцев, в противном случае никаких соглашений заключено не будет. Барак предупредил, что отношения палестинцев и израильтян стоят на распутье и их ждёт или «мир храбрых» или жестокий конфликт, который приведёт к страданиям и жертвам, «но ничего не решит»..
Ясир Арафат полагал, что проведение саммита преждевременно и что стороны сначала должны прийти к согласию по основным вопросам. Однако, под давлением президента Клинтона он был вынужден принять участие в саммите.

## Предложения сторон

### Израиль

#### Территория
Финальные предложения, изменённые с учётом обсуждения на саммите, в том числе, предложенного Клинтоном :
- В конечном счете, Израиль уходит с 91—95 %[11][21][22][23] территории Западного берега реки Иордан и 100 % сектора Газа. 
 (Амнон Капелюк, не обосновывая, пишет о 87 %[24].)
- На первом этапе Израиль уйдёт с 73 % территории Западного берега. В течение последующих 10-25 лет Израиль уйдет с оставшихся территорий, в частности с вершин, контролирующих Иорданскую долину. Таким образом, общая площадь территории Западного берега, передавемой Израилем, составит согласно чуть более 90 % (94 %, исключая Большой Иерусалим и Мертвое море)[23]. По палестинской версии[25], точный срок окончательного ухода назван не был, хотя Абу-Мазен называл одновременно и «максимум 12 лет», и «12-15 лет», говоря про Иорданскую долину[26].
- Западный берег разделяется на две относительно большие части и анклав в районе Иерихона. Эти три части соединятся свободными (без КПП) переходами, однако Израиль оставляет за собой право перекрывать эти переходы в случае чрезвычайных ситуаций. Согласно палестинским источникам, предполагалось ещё одно разделение между северной частью Ариеля и Шило вдоль транссамарийского шоссе[23].
- Блоки поселения в районе Иерусалима (Эфрат, Гуш-Эцион, Маале-Адумим), город Ариель и шоссе № 5 между ним и Тель-Авивом, останутся под израильским контролем и будут аннексированы[23]. В обмен на аннексированные земли палестинское государство получит территорию в Негеве[27][28].
- Изолированные поселения (до 63[29]) будут ликвидированы, а их земли перейдут под контроль палестинского государства, включая и еврейский квартал Хеврона. Поселение Кирьят-Арба остается под контролем Израиля и соединяется с ним одной дорогой с юга.
- На освобождённых Израилем территориях создается демилитаризованное (не имеющее армию и тяжёлое вооружение) палестинское государство, которое не имеет права заключать договоры с иностранными государствами без согласия Израиля и допускать иностранную армию в Иорданскую долину. Израиль будет иметь право ввести свои войска в Иорданскую долину в случае опасности вторжения с востока[23]. Израиль установит 3 станции раннего предупреждения с присутствием палестинского офицера связи[26] на вершинах, контролирующих Иорданскую долину.
- Водные ресурсы нового государства останутся под контролем Израиля.
- На пограничных переходах между арабскими странами и новым государством будут присутствовать представители израильских служб безопасности в качестве наблюдателей[23].

#### ИерусалимиХрамовая гора
- Северные и южные пригороды Восточного Иерусалима (населённые пункты Абу-Дис, Азария, восток Sawahre) передавались под суверенитет палестинского государства[23]. Согласно О. Зайцевой[30], Барак принял предложения Клинтона, выдвинутые в ходе саммита, по которым под палестинский суверенитет переходили такие кварталы Восточного Иерусалима, как Шуафат и Бейт-Ханина[31]. По другим источникам[23], в районах Шуафат и Бейт-Ханина (как и в Шейх Джеррах, районе улицы Саллаха ад-Дина, Вади Джоз и Рас эль-Амуд[31]) Израиль предложил создать гражданскую администрацию, аффилированную с ПНА.
- По одним источникам, бо́льшая часть[22] Старого города, включая мусульманский и христианский кварталы[11][31][32] также переходит под палестинский контроль[22] / «суверенитет»[11][31][32]. По другим источникам[24][25][26], весь Старый город оставался под суверенитетом Израиля. Над христианскими и исламскими святынями в Старом городе можно было бы поднимать палестинский флаг, и к ним бы вели экстерриториальные коридоры для доступа верующих из северной части города, находящейся под палестинским контролем[23]. На Храмовой горе предлагался «религиозный суверенитет» исламского совета (а не палестинского государства), заменяющий фактический суверенитет Израиля, действующий после Шестидневной войны 1967 года[22].

#### Беженцы
Израиль отказывается принять на себя ответственность за проблему палестинских беженцев. Однако он согласен принять 100.000 из них по программе воссоединения семей (согласно Абу-Мазену, в течение 15 лет). По одному из источников, приём беженцев палестинским государством ограничивался 500 тысяч человек в течение оговоренных временны́х рамок. Эта версия не подтверждалась другими источниками, и была проблематичной, поскольку гораздо большее количество (более миллиона человек имеющих статус беженцев) уже жило в лагерях беженцев на Западном берегу и в Газе.
Израиль предлагал создать для компенсации беженцам особый международный фонд на основе вкладов Израиля, США и Европы. Этот фонд должен был бы также заниматься компенсацией имущественных потерь евреям, покинувшим арабские страны (Абу-Мазен).
В обмен на принятие этих предложений Израиль требовал от Арафата объявить об окончании конфликта и отсутствии претензий к Израилю в будущем.
Израильские официальные лица категорически отвергли обвинения ПНА в том, что первоначальная раздробленность ущемила бы новое государство, обвиняя палестинцев в заведомом и сознательном искажении израильской позиции. По словам Эхуда Барака:
- «… это — одно из самых очевидно лживых утверждений, выдвинутых с целью обелить палестинских лидеров и отвести от них обвинения в провале саммита… Западный берег и сектор Газа, действительно, находятся на достаточно большом расстоянии друг от друга, но с этим ничего нельзя поделать; но и в этом случае, согласно проекту мирного договора, эти территории предполагалось соединить мостом. На Западном берегу палестинцам была обещана территория, представлявшая собой один непрерывный массив, за исключением очень узкой полоски, тянущейся от Иерусалима через Маале-Адумим к реке Иордан, которая должна была остаться под контролем Израиля. В этом месте непрерывность палестинской территории могла бы быть обеспечена с помощью тоннеля или моста».

Министр иностранных дел Ш. Бен-Ами писал
- «когда появилось это смехотворное заявление, […] я поехал к Мубараку и показал ему карту. […] X. Мубарак её с интересом рассмотрел и вслух спросил, почему же тогда они [палестинцы] говорят, что не имеют [территориальной] непрерывности?»

### ПНА
Палестинская сторона выдвинула следующие требования, отвергнутые Бараком:
- Палестинский суверенитет над Восточным Иерусалимом и всем Старым городом, включая Стену плача и еврейский квартал (которые будут находиться под израильской администрацией, но не суверенитетом) (Абу-Мазен[26]).
  - «…мы согласились, что они (евреи) смогут молиться у „Стены плача“, но не признали любой израильский суверенитет над ней. Мы опирались на резолюцию 1929 британской комиссии Shaw, которая признала, что „Стена Плача“ принадлежит мусульманскому ВАКФу, а евреям разрешено молиться там, не используя шофар»(MEMRI[33])
- Израиль должен взять на себя полную ответственность за проблему палестинских беженцев. Он должен предоставить желающим палестинским беженцам право на возвращение в Израиль. Компенсировать имущественные потери палестинских беженцев (по некоторым оценкам в современных ценах они составляют несколько сотен миллиардов долларов) или вернуть их собственность[24][26].
- «Право на возвращение означает возвращение в Израиль, а не в палестинское государство»[32][34].
- Полная эвакуация израильских вооружённых сил со всех палестинских территорий, включая Иорданскую долину. Взамен израильской армии, палестинская сторона выразила готовность принять международные вооружённые силы для контроля над своими границами[26].
- Аннексия поселенческих блоков со стороны Израиля не должна превышать 2 % от площади Западного берега реки Иордан и должна сопровождаться обменом на эквивалентные по площади территории (согласно Абу-Мазену, Израиль настаивал на аннексии 10,5 % Западного берега[26]).

## Результаты
Переговоры закончились 25 июля без заключения соглашения, поскольку Ясир Арафат отказался их подписать на предложенных Израилем и США условиях.
В своем обращении после саммита Эхуд Барак сказал: «Позиция Арафата по Иерусалиму предотвратила заключение соглашения».
По результатам саммита было принято трёхстороннее заявление, в котором стороны выражали намерение как можно скорее продолжить переговоры, направленные на достижение взаимного мира, и воздержаться от каких бы то ни было односторонних шагов.
В заключении по результатам саммита МИД Израиля отметил, что некоторые палестинские круги заявляют, что прибегнут к насилию после провала саммита, и что Израиль в рамках своих полномочий примет все необходимые меры, чтобы сохранить спокойствие и предотвратить насилие.

## Оценка хода и результатов саммита

### Критика палестинской позиции
После окончания переговоров Эхуд Барак сказал:
- «Израиль был готов достичь соглашения по болезненной цене, но не по любой»[22].

(Тем не менее, в последующие месяцы он предложил Арафату дополнительные уступки. Даже развал возглавляемой Бараком коалиции, не остановил попыток премьер-министра довести переговоры до финальной черты.)
Позже он в совместной с Бенни Моррисом статье писал :
- «Приходится признать, что поведение Ясира Арафата в Кэмп-Дэвиде было спектаклем, целью которого было спровоцировать Израиль пойти на максимально возможные уступки, без серьёзных намерений заключить мирное соглашение и договориться об окончании конфликта. […] Ясир Арафат отвечал отказом на любые израильские и американские предложения, при этом не делал никаких контрпредложений. Ясир Арафат не был готов пойти на исторический компромисс, подобно тому, как это сделал в 1977—1979 гг. тогдашний президент Египта Анвар Садат… Ясир Арафат продолжает строить планы уничтожения Израиля, вводя в заблуждение и израильских, и западных лидеров.»
- «Ясир Арафат и его соратники хотят создать палестинское государство на территории всей Палестины. То, что мы считаем очевидным — что должны существовать два государства для двух народов — они отвергают. Их план — создать Государство Палестина, не приходя к завершению конфликта, чтобы оставить возможность для выдвижения в будущем все новых и новых требований.»[11][39]

Согласно Эхуду Бараку, Б. Клинтон в телефонном разговоре с ним в июле 2000 года сказал:
- «Истина о саммите в Кэмп-Дэвиде состоит в том, что там впервые в истории конфликта президент США представил сторонам своё предложение, основанное на резолюциях Совета Безопасности ООН № 242 и № 338 и очень близкое к требованиям палестинцев, а Ясир Арафат отказался принять его даже как основу для переговоров, вышел из комнаты и сознательно обратился к терроризму. Такова правда, все остальное — измышления»[39][40][41].

Похожим образом цитирует слова Б.Клинтона и Д. Росс:
- «Ясир Арафат пробыл там [в Кэмп-Дэвиде] четырнадцать дней и ответил отказом на все выдвигавшиеся предложения»[42].

Клинтон позже писал, что когда Арафат назвал его великим человеком, он ответил ему:
- «Я не великий человек, я — неудачник, и им меня сделали вы.»[22][29].

Согласно Д. Россу, «единственной новой идеей, предложенной Арафатом в Кэмп-Дэвиде, стало утверждение о том, что Храмовой горы в Иерусалиме не существовало, дескать она находилась в Наблусе».
В ноябре 2000 года, до встреч в Вашингтоне и Табе, Абу Мазен написал статью, в которой были сформулированы палестинские требования и изложены причины провала переговоров в Кэмп-Дэвиде:
- «Наша позиция в вопросе Иерусалима проста: Иерусалим — часть территории, оккупированной в 1967 году, и поэтому к нему прилагаема резолюция 242. Иерусалим должен быть возвращен под наш суверенитет, и он будет провозглашен нашей столицей.»

При этом Иерусалим никогда не находился под суверенитетом палестинских арабов, и не был включен в территорию, отведенную ООН под арабское палестинское государство в 1947 году. Предполагалось, что Иерусалим станет городом с международным статусом, хотя арабские государства и палестинцы отказались признать этот статус.
Как пишет А. Иссерофф:
- «Не существует никакого международного документа, который признавал бы какие-либо национальные права палестинцев, да и, если на то пошло, израильские права на Иерусалим. Иерусалим никогда не был палестинской столицей. Иерусалим вообще никогда не был столицей какого-либо суверенного государства, кроме древнего Израиля и недолго жившего государства крестоносцев. Но за счет постоянного повторения эта фраза стала привычной и приемлемой»[32].

Дов Конторер приводит следующее мнение Дана Меридора, председателя комиссии Кнессета по иностранным делам и обороне, участвовавшего в переговорах:
«Мне было с самого начала понятно, что Бейт-Ханина, Каландия и Шуафат не интересуют Арафата. Для него Иерусалим — это то, что находится в стенах Старого города, и поэтому нам не стоило подрывать свою прежнюю позицию по вопросу о единстве Иерусалима в обмен на призрачную надежду уговорить палестинцев».
Израиль оспаривает трактовку Резолюции 242 палестинской стороной. В указанной резолюции Иерусалим не был упомянут вообще, а требование об освобождении территорий, оккупированных Израилем в ходе войны, по-разному трактовалось заинтересованными сторонами.
Как указывает заместитель министра иностранных дел Израиля Даниэль Аялон, даже советский представитель в ООН Василий Кузнецов, который боролся против окончательного текста резолюции, признал, что резолюция дала Израилю право «отвести свои войска только к тем позициям, которые он сочтет необходимыми».

### Критика израильской позиции
Ясир Арафат изначально не хотел принимать участия в саммите, поскольку утверждал, что перед проведением саммита необходима более тщательная подготовка. Арафат считал, что без подобной подготовки саммит обречён на провал, до тех пор, пока между сторонами по прежнему существуют разногласия по ряду позиций. Однако госсекретарь США Мадлен Олбрайт и президент Билл Клинтон настояли на немедленном проведение саммита и Арафат не имел возможности им отказать.
На консультативных переговорах в Стокгольме, предшествующих саммиту, палестинцы настаивали, что окончательное урегулирование должно базироваться на резолюциях ООН 242 и 194 (полное отступление с оккупированных в 1967 году территориях и возврат беженцев). Однако израильский представитель заявил палестинцам: «Чтобы добиться прогресса, вы должны занять более умеренную позицию… у вас недостаточно сил для того, чтобы взять то, что вы хотите, поэтому будьте реалистами и берите, что вам предлагают». После этой встречи министр иностранных дел Израиля Бен Ами заявил, что можно проводить саммит, палестинская сторона опротестовала это решение, заявляя, что никакого прогресса на предварительных переговорах достигнуто не было.
По мнению Амнона Капелюка (газета Ле Монд), после провала саммита США и Израиль начали пропагандистскую кампанию, преследующую три цели — возложить ответственность за провал переговоров на Арафата, извратить реальную позицию Арафата в ходе саммита, чтобы поставить его в трудное положение и организовать новый саммит «последнего шанса». Ожидалось что на нём Арафат продемонстрирует большую гибкость.
Между тем палестинская сторона полагала, что она и так уже проявила большую уступчивость, согласившись на создание палестинского государства лишь на одной пятой части территории бывшего британского мандата (Западный берег реки Иордан и Газа в границах 1967 года). Поведение Израиля палестинцы расценивали как вопиющее нарушение и систематические задержки выполнения соглашений в Осло.

## Позиция арабских стран
Бандар, принц Саудовской Аравии, охарактеризовал отказ Арафата подписать соглашение как «преступление против палестинцев, и в целом — против всего региона».
Однако, согласно BBC, Арафат получил поддержку в арабском мире за его отказ пойти на компромисс по вопросу Иерусалима.

## Общественное мнение
Согласно опросам общественного мнения среди населения территорий под контролем ПНА, большинство их жителей считало, что в провале переговоров виновата израильская сторона (82,6 %). При этом 58,3 % полагало, что основной проблемой, из-за которых переговоры провалились была проблема Иерусалима. 67,5 % население одобрило позицию, принятую Ясиром Арафатом на переговорах, 43,6 % считало, что переговоры в скором продолжатся и всплеска насилия не произойдёт.
Позиция Арафата была поддержана так же лидером движения ХАМАС Ахмадом Яссином, находившемся в оппозиции к движению ФАТХ Ясира Арафата..
В Израиле, согласно опросам общественного мнения, 57 % населения полагало, что Эхуд Барак предложил на саммите слишком много уступок, только 30 % населения Израиля поддерживало позицию Барака.